# Agíasma (Rhodope)
Agíasma (grec moderne : Αγίασμα) est une localité située dans le dème d'Íasmos, dans le district régional de Rhodope, dans la periphérie de Macédoine-Orientale-et-Thrace, en Grèce.
Selon le recensement de 2011, elle compte 326 habitants.